# Дусманис, Виктор
Виктор Дусманис (греч. Βίκτωρ Δούσμανης; 1862, Керкира — 1949) — греческий генерал и начальник Генерального штаба в Балканские войны и греко-турецкую войну с 1921 по 1922 год.

## Семья и служба при будущем короле
Дусманис родился в 1862 году на острове Керкира в аристократической семье, происходящей из Эпира, корнями уходящей к княжеским и королевским династиям . .
Его дедом был известный политик Антониос Левкохилос-Дусманис, младший брат Дусманис, Софоклис стал адмиралом.
Военная деятельность Виктора Дусманиса началась в греко-турецкую войну 1897 года, в ходе которой он, в звании лейтенанта, служил при штабе наследного принца Константина
.
Греческий историк Г. Русос считает Дусманиса одним из виновником неспособности проявленной штабом принца в этой войне. Он же пишет что с этой войны Дусманис «прилип» к Константину, став его главным военным советником .

## Карьера
В период 1897—1909 года его имя упоминается в германофильском окружении наследного принца.
В 1904 году он получил звание майора при штабе армии.
В 1909 году вместе с близкими ко двору 60 офицерами был изгнан из армии под давлением офицерского реформаторского и антимонархического движения.
Был возвращён в армию новым премьер-министром Венизелосом, как жест примирения в 1910 году. В 1911 году Дусманис «будучи до пошлости противником Венизелоса» стал начальником Генерального штаба
.

## Балканские войны
С началом Первой Балканской войны в 1912 году, начальником Генштаба был назначен генерал Панайотис Данглис. Однако наследный принц прислушивался только к советам своего адъютанта Дусманиса и Метаксаса. Повышения полученные штабными офицерами окружения Константина, в том числе и звание Генерал-майора присвоеное Дусманису, вызвало протесты полевых офицеров.
Виктор Дусманис закончил Балканские войны в звании генерал-лейтенанта, заместителем, а затем начальником Генерального штаба армии. После войны был также профессором в офицерском училище . Не умаляя способности Дусманиса как штабного офицера, Г. Русос считает что его слава в Балканских войнах и в особенности в победах над болгарами, превышает его реальные военные способности

## Первая мировая война
В феврале 1915 года Антанта сделала новые предложения греческому премьер-министру Венизелосу для вывода Греции из нейтралитета, обещав Греции Восточную Фракию и Кипр, а также территории на Эгейском побережье Малой Азии. Однако частичная мобилизация армии, для участия в Галлипольской операции, была сорвана при поддержке про-германского королевского двора Метаксасом, бывшим на тот момент начальником Генштаба и подавшим затем в отставку. Действия Метаксаса были поддержаны затем Дусманисом, принявшим дела у Метаксаса
В 1916 году после последовавшего «Национального раскола» и образования Венизелосом про-антантовского государства с центром в македонской столице городе Фессалоники, Дусманис пытался организовать иррегулярные формирования на Олимпе, создавая Антанте проблемы в Македонии. Был отстранён от должности начальника Генштаба и его место занял генерал Мосхопулос, Константинос.
Когда в 1917 году власть Венизелоса вновь распространилась на Афины, Дусманис, вместе с другими прогермански настроенными офицерами — монархистами, был сослан во Францию на остров Корсика. После обнаружения его тайной переписки с немцами, был заочно приговорён к смерти военным трибуналом ..

## Малоазийский поход
После поражения Османской империи и Болгарии в Первой мировой войне, Севрский мирный договор стал триумфом политики Венизелоса. Уверенный в успехе, Венизелос провёл 1 ноября 1920 года выборы и проиграл. Решающую роль в его поражении сыграли голоса значительного тогда мусульманского и турецкого населения Македонии и обещания монархистов прекратить войну в Малой Азии.
После поражения Венизелоса на выборах и возвращения короля и монархистов к власти, Дусманис, «этот гвоздь в глазах союзников», в апреле 1921 года вновь возглавил Генеральный штаб. Вместо обещанного на выборах перемирия монархисты продолжили войну в ухудшившейся для Греции дипломатической обстановке. Бывшие союзники, не связанные договорами с королевским двором, становились в лучшем случае посредниками (Британия) или откровенно сотрудничали с кемалистами (Италия, а затем Франция). В июне 1921 года, по совету Дусманиса, считавшего что у греческой армии достаточно сил в Малой Азии чтобы разбить Кемаля, ПМ Гунарис отказался от англо-французского посредничества и перемирия с кемалистами
.
Вместе с королём Константином и премьер-министром Гунарисом, Дусманис отправился в инспекционную поездку в Смирну и на малоазийский фронт. В июле 1921 года, в ходе наступления вглубь Малой Азии, греческая армия одержала победу над турками (Сражение при Афьонкарахисаре-Эскишехире). Но турецкая армия успела уйти из образовавшегося мешка и отступила вглубь Малой Азии. Перед греческим правительством встала дилемма: возвращаться назад к побережью или идти на восток за отступившими турками. На «Большом военном совете» 28 июля в городе Кютахья, позицией командования фронта и в особенности тыла было что численный состав армии, её материальная база и удлинившиеся линии коммуникаций ставят под сомнение успех этой операции. Невзирая на это было принято политическое решение. 8 дивизий пошли на Анкару, находившуюся в 300 км к востоку. Английский историк Дакин пишет что на этом Военном совете Дусманис выступил против любого нового наступления армии.
Греческая армия остановилась в 50 км от Анкары, но за недостатком сил и снабжения не смогла прорвать линии обороны и отошла. Фронт застыл почти на год. В октябре 1921 года, после реорганизации командного состава, Дусманис ушёл с поста начальника Генштаба.
После прорыва фронта в августе 1922 года и оставления Малой Азии, Дусманис, на короткий промежуток времени с 22 августа по 15 сентября, стал вновь начальником Генштаба, до низложения монархии восставшей армией и провозглашения Республики.
Ушёл из армии в 1923 году .
Дусманис был автором множества работ среди которых «Геодезия», «Стратегические и тактические руководства», «История войны 1913 года», «Внутренний аспект малоазийской перипетии», «Мемуары» и другие. Известный своими энциклопедическими знаниями возглавил редакцию энциклопедии Пирсос.
Дусманис был способнейшим штабным офицером и ему во многом греческая армия обязана победами над болгарами во Второй Балканской войне . Однако, он был известен своим высокомерным поведением, был абсолютно предан королю Константину, но в то же время в своих мемуарах плохо отзывался о своих старых товарищах-монархистах Метаксасе и Стратигосе.
.